# Педри
Педро Гонзалез Лопез (шп. Pedro González López; Бахамар, 25. новембар 2002) професионални је шпански фудбалер који тренутно игра у шпанској Ла лиги за Барселону и репрезентацију Шпаније на позицији централног везног.
Познатији је по свом надимку Педри (шп. Pedri).